# 细胞色素P450
细胞色素P450（缩写 CYP）是包含血基質（heme）作为辅因子的一个庞大的酶超家族，具单加氧酶功能。在哺乳动物中，这些蛋白质氧化类固醇、脂肪酸和异生物质（外源化学物），对多种化合物的清除，以及激素的合成和分解都很重要。在植物中，这些蛋白质对于防御性化合物、脂肪酸和激素的生物合成很重要。
CYP酶已在所有生命界中被发现：动物，植物，真菌，原生生物，细菌和古菌以及病毒。 但是，它们并不是无处不在。 例如，在大肠杆菌中尚未发现它们。 已知有超过50,000种不同的CYP蛋白。
CYP通常是电子转移链中的末端氧化酶，大致可归类为含P450的系统(P450-containing systems)。 术语“ P450”是从处于还原状态并与一氧化碳络合的酶的最大特征吸收波长（450 nm）处的分光光度的峰值而得名P450。大多数CYP都需要蛋白质伴侣来传递一个或多个电子以还原铁（并且最终还原分子氧）。
大多数细胞色素P450酶的功能是催化氧化有机化合物。细胞色素P450的受質包括有：如脂质与類固醇激素的代谢中间产物，亦有药物与其他毒性化学物质等非生物物质。细胞色素P450类是涉及肝臟药物代谢与生物激活作用的主要酶类，约占到各种代谢反应总数的75%。
由细胞色素P450催化的最常见反应就是单加氧酶反应，例如将氧气中的一个氧原子插入到有机底物（以RH表示）中，而另一个氧原子被还原形成水：
RH + O2 + 2H+ + 2e– → ROH + H2O

在P450催化循环。左下角的“Fe（V）中间体”是一种简化：它是带有自由基血红素配体的Fe（IV）。

类固醇生成（Steroidogenesis），显示出细胞色素P450酶执行的许多酶活性。 HSD：羟基类固醇脱氢酶。

## 酶活检测

### 混合探针底物法
该方法可以通过检测非那西丁 O- 脱乙基( CYP1A2) 、 甲苯磺丁脲甲基羟基化( CYP2C9) 、 奥美拉唑 5- 羟基化(CYP2C19) 、 右美沙芬 O- 脱甲基化( CYP2D6) 和咪达唑仑 1'- 羟基化( CYP3A4) 的反应产物确定细胞色素P450 酶的活性。

## 抑制剂

### 抑制剂强度分级规则
细胞色素P450 酶的抑制剂强度分级规则如下：
1. IC50 ＜1 μmol·L－1为强抑制剂
2. 1μmol·L－1＜ IC50 ＜10μmol·L－1 为中等强度抑制剂
3. 10 μmol·L－1＜ IC50 ＜100 μmol·L－1 为弱抑制剂
4. IC50 ＞100 μmol·L－1 ，在临床上产生明显酶抑制作用的可能性较小

### 相关抑制剂
参见 CYP1A2、CYP2C9、CYP2C19、CYP2D6、 CYP3A4。

细胞色素P450利用氧反弹机制，通过“化合物I”（与血红素阳离子结合的铁（IV）氧化物）的作用将碳氢化合物转化为醇。

## 外部連結
- Degtyarenko K. . International Centre for Genetic Engineering and Biotechnology（英语：International Centre for Genetic Engineering and Biotechnology）. 2009-01-09  [2009-02-10]. （原始内容存档于2016-07-16）.
- Estabrook R. . Drug Metab Dispos. 2003, 31 (12): 1461–73. PMID 14625342. doi:10.1124/dmd.31.12.1461.
- Feyereisen R. . Institut National de la Recherche Agronomique. 2005-12-19  [2009-02-10]. （原始内容存档于2014-05-30）.
- Flockhart DA. . Indiana University-Purdue University Indianapolis. 2007  [2009-02-10]. （原始内容存档于2007-08-30）.
- Fowler L, Mercer A. . School of Pharmacy, London.   [2009-02-10]. （原始内容存档于2016-05-17）.
- Preissner S. . Nucleic Acids Research. 2010. （原始内容存档于2011-11-03）.
- Sim SC. . Karolinska Institutet. 2008-09-04  [2009-02-10]. （原始内容存档于2009-02-08）.
- Hazai E. . 2012-02-12. （原始内容存档于2011-02-15）.
- Performance of P450 inhibition Studies （页面存档备份，存于） The performance of in vitro cytochrome P450 inhibition studies studies including analysis of the data.
- DDI Regulatory Guidance （页面存档备份，存于） Request a guide to drug-drug interaction regulatory recommendations.
- Expanding the toolbox of cytochrome P450s through enzyme engineering （页面存档备份，存于） Video by the Turner Group, University of Manchester, UK